# Kościół Matki Bożej Śnieżnej w Srebrnikach
Kościół Matki Bożej Śnieżnej w Srebrnikach – rzymskokatolicki kościół parafialny należący do parafii pod tym samym wezwaniem (dekanat Kowalewo Pomorskie diecezji toruńskiej).
Budowa świątyni została rozpoczęta po 1262 roku, po założeniu parafii przez Radę Miejską w Toruniu. Świątynia nosiła wówczas wezwanie świętej Jadwigi. Na przełomie XIII i XIV została rozbudowana m.in. o wieżę. W 1700 roku kościół został gruntownie odnowiony, natomiast w 1902 roku został przebudowany dach, przekształcono okna oraz przebudowano górne partie wieży.
Świątynia została wzniesiona z głazów narzutowych z użyciem cegły w szczycie, przy narożnikach oraz wokół okien i wejść. Do wydłużonego, salowego korpusu jest dobudowane nieznacznie węższe, jednoprzęsłowe prezbiterium, które jest zamknięte trójbocznie i opięte od zewnątrz niskimi szkarpami. Wschodni szczyt schodkowy podzielony jest fryzem na dwie części oraz rozczłonkowany sterczynami, między którymi są umieszczone trzy ostrołukowe blendy. Do świątyni wchodzi się przez ostrołukowy portal o czterech uskokach, natomiast w kruchcie pod czworokątną wieżą znajduje się portal ostrołukowy o dwóch uskokach.